# Morgan Kingston
Morgan Kingston (Wednesbury, Nottinghamshire, 16 de març de 1881 - Londres, setembre de 1936) fou un tenor anglès. El seu nom de naixença era Alfred Webster Kingston, d'origen humil, ja que començà la seva vida com obrer en unes mines, quan tenia vint-i-set anys, cantà en una festa benefica, cridant poderosament l'atenció per la bellesa i potència de la seva veu de tenor.
Aconsellat per diversos mestres emprengué la carrera del cant, que seguí durant tres anys, presentant-se en públic com a cantant d'oratoris i de concert. L'èxit assolit en la seva pàtria l'induïa a marxar als Estats Units, i el 1913 ja debutava amb grans aplaudiments en el Century Theatre, de Nova York, interpretant el Radamès d'Aida.
El 1912 la companyia Philarmonic Dippel l'escoltà cantant i el contractà per l'Òpera de Chicago però la companyia Dippel canvià d'empresa i Kingston es trobà cantant amb molt d'èxit, Lohengrin, Samson et Dalila, La Bohème, Tosca, Pagliacci, Carmen...Tot en anglès, ja que era la política de la companyia, malgrat que Kingston dominava el francès, l'italià i l'alemany. El tenor podia prendre el paper de 50 òperes diferents.
El 1913 cantà a Washington en la Casa Blanca davant del president Woodrow Wilson i la seva esposa.
El 1916 entrà a formar part del quadre permanent del Metropolitan Opera House, on actuà vuit temporades seguides alternant amb els artistes més eminents del món, com Enrico Caruso i d'altres. El 1924 retornà a Europa, dedicant-se des de llavors, principalment, al concert i l'oratori, la seva primera especialitat artística.